# Achdam

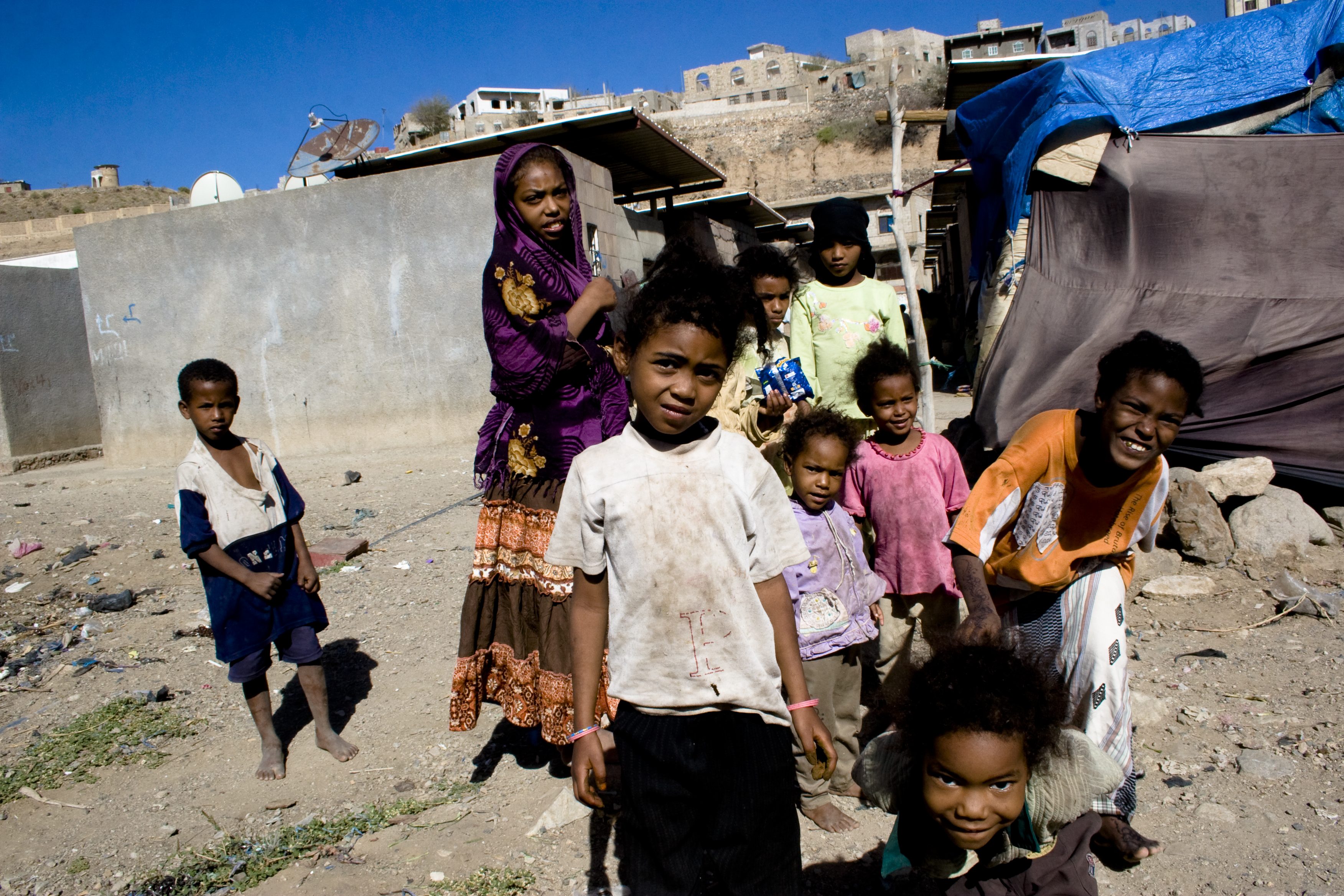
Kinder in einem Achdam-Quartier in Taiz

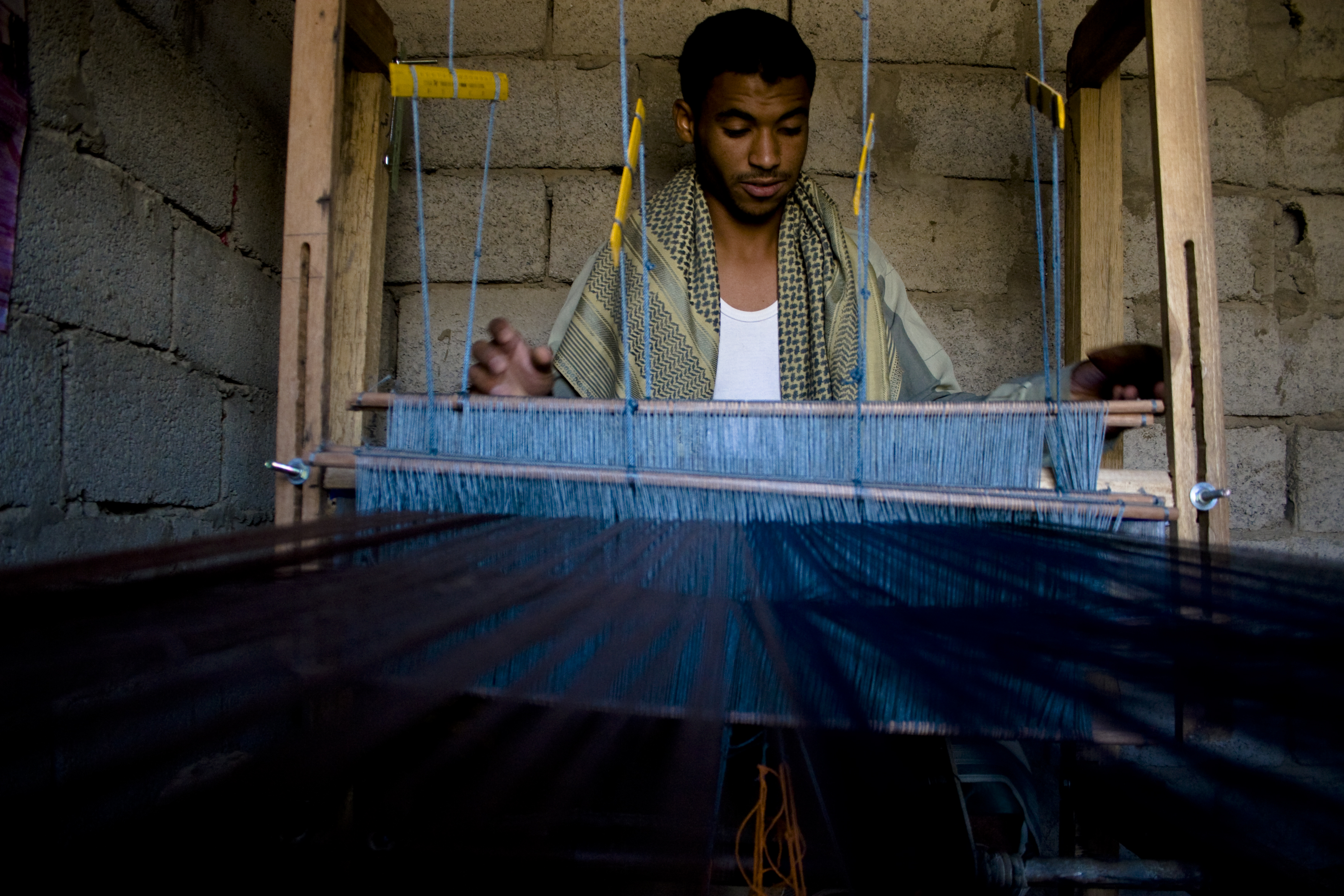
Chadem in Taiz

Die Achdam (arabisch أخدام, DMG aḫdām, auch Akhdam; Einzahl خادم, DMG ḫādim ‚Diener‘, auch Chadem, Khadem; Eigenbezeichnung المهمشون al-Muhammaschūn ‚die Marginalisierten‘) sind eine Bevölkerungsgruppe im Jemen. Sie unterscheiden sich durch ihre dunklere Hautfarbe von der übrigen Bevölkerung und sind als niedere „Kaste“ auf Berufe mit niedrigem Status beschränkt und von Diskriminierungen betroffen. Ihre Zahl wurde für 2004 offiziell auf etwa 500.000 geschätzt, andere Schätzungen gehen für 2007 von über einer Million bei einer Gesamtbevölkerung von 22 Millionen aus.
Der Ursprung der Achdam ist nicht genau bekannt. Die verbreitetste Theorie besagt, dass es sich um Nachkommen von Sklaven handelt, die vom Aksumitischen Reich mitgebracht wurden. Das Aksumitische Reich eroberte vor ca. 1500 Jahren den Jemen. Diese seien nach dem Ende der äthiopischen Besetzung zurückgeblieben und von der lokalen Bevölkerung als Diener oder Sklaven gehalten worden.
Mit der Revolution von 1962 wurden Sklaverei und erbliche gesellschaftliche Klassen abgeschafft, die Achdam blieben jedoch de facto eine von der übrigen Bevölkerung abgegrenzte Gruppe. Heute leben die Achdam vorwiegend in städtischen Slums – etwa 100.000 von ihnen in der Hauptstadt Sanaa, weitere in Aden, Taizz und anderen Städten – unter unterdurchschnittlichen Lebensbedingungen.